# Galium normanii
Galium normanii — вид трав'янистих рослин родини тирличеві (Gentianaceae). Galium normanii є єдиним представником складної групи Galium pumilum, який досягає Арктики.

## Опис
Рослина схожа на Galium sterneri, але більш компактна та з дещо більшими квітами. Листки розміщені у мутовках принаймні по 6, часто по 8.

## Поширення
Європа (Ісландія, Норвегія). Зростає на сухих ґрунтах — галькових рівнинах, сухих пустищах, схилах пагорбів тощо.